# William Harris (Strandläufer)
William Harris (* 1813 in England; † nach 1888 in Nauru) war ein britischer Strandläufer (englisch beachcomber).
Harris entfloh 1842 der britischen Strafkolonie der Norfolkinsel und flüchtete nach Nauru. Dort nahm er sich der nauruischen Kultur an und wurde ein einflussreicher Verbindungsmann, als die europäische Einwanderung einsetzte. Er nahm eine Nauruerin zur Frau und hatte mit dieser einige Kinder; Harris ist daher womöglich der Stammvater von René Harris, dem früheren Staatspräsidenten von Nauru. Er war wohl der einzige Strandläufer, der als vollwertiger Nauruer akzeptiert wurde.
Harris verlor im nauruischen Stammeskrieg (1878–1888) zwei seiner Kinder, die erschossen wurden. Am 21. September 1881 erfuhr die britische Royal Navy durch Harris von dem Krieg. Er verlangte wie König Auweyida ausdrücklich nach einem Missionar zur Beendigung des Krieges; da bis 1888 kein Missionar nach Nauru gesandt wurde, versuchte Harris 1887 vergeblich, eine Erlaubnis für eine Übersiedlung nach Kosrae zu erlangen.
Als im Oktober 1888 deutsche Truppen in Nauru einmarschierten, half Harris bei der Gefangennahme der Stammeshäuptlinge und war damit maßgeblich am Kriegsende beteiligt. Damals war er bereits 76 Jahre alt, sein Todesjahr ist jedoch nicht bekannt.